# ザ・ドクター
『ザ・ドクター』は、1999年7月4日から9月19日までTBS系「東芝日曜劇場」枠で放送された日本のテレビドラマ。主演は堤真一。

## キャスト
- 麻生一真（外科医→内科医）：堤真一
- 神崎俊太郎（外科医）：長嶋一茂
- 青山晴香（ナース）：葉月里緒菜
- 朝倉由希（ナース・主任）：高岡早紀
- 落合友里子（内科医）：永井美奈子
- 倉田透（外科医）：河相我聞
- 中沢篤（検査技師）：嶋大輔
- 奥山麻美（患者）：山口紗弥加
- 淺川圭子（患者）：宮地雅子
- 谷岡直美（患者）：栗田よう子
- 佐山信吉（患者）：中西良太
- 金子幸子（ナース）：大野佳子
- 沢田珠美（ナース）：棟里佳
- 加藤英樹（患者）：田山涼成
- 山川（院長）：長谷川哲夫
- 町田典子（ナース・婦長）：美保純
- 天野智子（副院長・外科医）：野際陽子

## ゲスト
第1話
- 麻生卓真（一真の父）：小沢象
- 高柳竜司（先輩医師）：村上弘明【友情出演】（第10話）

第2話
- 柏木瞳子（患者）：梅宮万紗子

第5話
- 菊田俊夫（患者）：鶴田忍
- 篠原美喜（患者）：中原ひとみ

第6話
- 木元咲子（患者）：舟木幸
- 渡部浩一（患者）：勝村政信【友情出演】

第8話
- 清水礼子（患者）：かとうれいこ（患者）
- 清水幸彦（礼子の夫）：長谷川初範

第9話
- 三沢哲平（患者）：明石亮太朗（患者）
- 三沢真弓（哲平の母）：山下容莉枝

最終話
- 岸田峰雄：小林勝彦
- 山川絵美（山川院長の娘）：及森玲子

## スタッフ
- 脚本：中園健司
- プロデュース：森田光則
- 演出：森田光則、山田高道、根本実樹、倉貫健二郎
- 音楽：大島ミチル featuring 須川展也
- テーマソング：BIIR「翼」
- 医事監修：中村葉二
- 制作：木下プロダクション、TBS

## 放送日程
| 各話                                                       | 放送日  | サブタイトル                     | 演出       | 視聴率 |
| ---------------------------------------------------------- | ------- | -------------------------------- | ---------- | ------ |
| Karte1                                                     | 7月04日 | 激突! 生命を賭けた男の対決       | 森田光則   | 14.7%  |
| Karte2                                                     | 7月11日 | 生命よりフルートなんかが大事か!? | 山田高道   | 12.2%  |
| Karte3                                                     | 7月18日 | 何、倉田先生が自殺!?             | 根本実樹   | 10.8%  |
| Karte4                                                     | 7月25日 | あなたは鬼です!                  | 森田光則   | 10.6%  |
| Karte5                                                     | 8月01日 | ライバルの引き抜きと妊娠!?       | 山田高道   | 8.1%   |
| Karte6                                                     | 8月08日 | 私、プロポーズお受けします!      | 根本実樹   | 9.2%   |
| Karte7                                                     | 8月15日 | 医者失格はどっちだ!              | 倉貫健二郎 | 9.5%   |
| Karte8                                                     | 8月22日 | 手術の鬼が手術ミス!?             | 山田高道   | 9.7%   |
| Karte9                                                     | 9月05日 | ライバルがついに力を合わせた!?   | 根本実樹   | 9.7%   |
| Karte10                                                    | 9月12日 | 一真、ついにトラウマ克服か!?     | 倉貫健二郎 | 9.9%   |
| Last Karte                                                 | 9月19日 | 意外!? 一真が新たな旅立ち!?      | 山田高道   | 12.4%  |
| 平均視聴率 10.6%（視聴率は関東地区・ビデオリサーチ社調べ） |         |                                  |            |        |